# Ситчихин, Андрей Анатольевич
Андрей Анатольевич Ситчихин (род. 15 августа 1974, Нижнекамск, Татарская АССР) — российский футболист, нападающий, полузащитник; тренер.

## Карьера
Воспитанник нижнекамского футбола, тренер Ю. Тутов. В 1991 году дебютировал в составе «Нефтехимика» в 7 зоне второй низшей лиги первенства СССР. В нижнекамском клубе провёл бо́льшую часть карьеры. Первую половину сезона-2005 отыграл в казахстанском клубе «Тобол» Костанай, летом вернулся в «Нефтехимик» и по окончании сезона завершил карьеру.
В 2006—2015 годах работал в тренерском штабе «Нефтехимика», был главным тренером клуба. В сезоне 2011/2012 годов вывел «Нефтехимик» в ФНЛ. 30 декабря 2015 был назначен главным тренером молодёжной команды казанского «Рубина». С 2018 года — главный тренер дубля «Нефтехимика», принимающего участие в чемпионате Татарстана.